# أليسون كلايمان
أليسون كلايمان من مواليد 1984هي مخرجة أفلام وصحفية أمريكية اشتهرت بفيلمها الوثائقي الحائز على جائزة عام 2012 Ai Weiwei: Never آسف 

## روابط خارجية
- الموقع الرسمي
- أليسون كلايمان في قاعدة بيانات الأفلام على الإنترنت